# Церква Воскресіння Господнього (Садки)

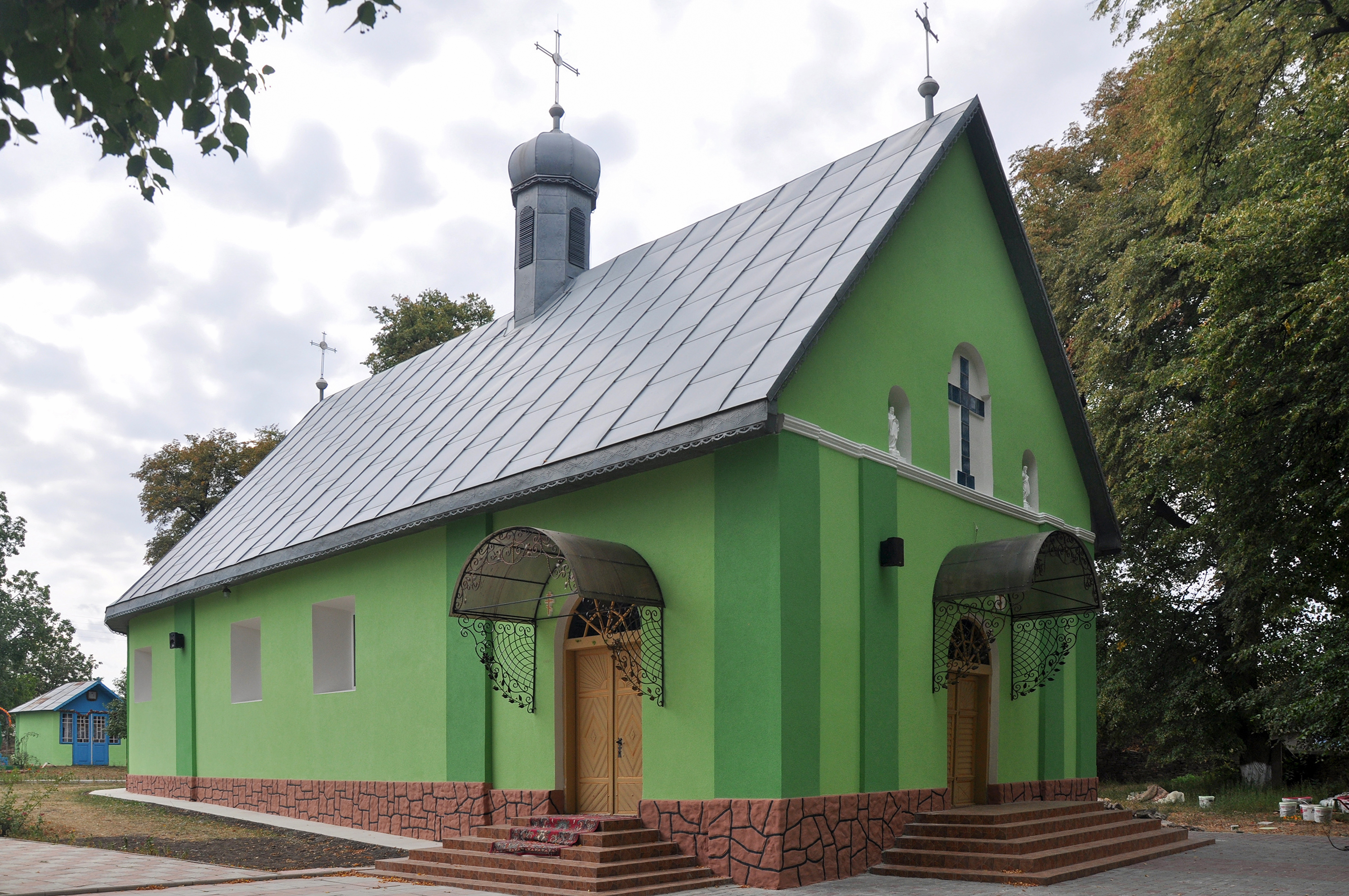
Церква Воскресіння Христового, ПЦУ

Церква Воскресіння Господнього в Садках — парафія і храм греко-католицької громади Товстенського деканату Бучацької єпархії Української греко-католицької церкви в селі Садки Чортківського району Тернопільської области.
У селі є мурована православна церква, збудована у 1880 році, яка має статус пам'ятки архітектури місцевого значення (охоронний номер 1886).
Парафія була греко-католицькою до 1946 року. З 1946 по 1962 рік вона і храм належали до РПЦ. У 1962—1988 роках церкву закрила державна влада.
У 1990 році в селі утворена невелика греко-католицька парафія. 21 листопада 1998 року єпископ Тернопільський Михаїл Сабрига, ЧНІ, освятив тимчасову каплицю, збудовану греко-католиками. У ній богослужіння проводяться і досі. В останні роки стосунки між двома громадами значно покращилися.

## Парохи
- о. Володимир Вонсуль (1927—1938),
- о. Павло Вецал (1938—1940),
- о. Роман Тичинський (1939—1950),
- о. Степан Чир,
- о. Павло Джиджора (1988—1998),
- о. Іван Полевий (з 1998).